# Albert Burn Falls
Die Albert Burn Falls sind ein Wasserfall bislang nicht ermittelter Fallhöhe in der Albert Burn Conservation Area der Region Otago auf der Südinsel Neuseelands. Er liegt im Lauf des Albert Burn, der etliche Kilometer hinter dem Wasserfall in östlicher Fließrichtung in den Lake Wānaka mündet. 
Der Wasserfall ist über den Albert Hut Track nach einer Gehzeit von etwa 6 Stunden erreichbar.